# Suctobelbella crispirhina
Suctobelbella crispirhina är en kvalsterart som beskrevs av Chinone 2003. Suctobelbella crispirhina ingår i släktet Suctobelbella och familjen Suctobelbidae. Inga underarter finns listade i Catalogue of Life.